# 上游產業 (石化產業)

Suddivisione principale dell'industria petrolifera, del gas naturale e dei prodotti derivati dal petrolio

上游产业，又称勘探和开发产业，是石油和天然气工业的一个重要组成部分。其包括寻找潜藏在地下或水下的原油和天然气田、钻探勘探井、随后部署采油井和注水井，驱替油气并把原油和天然气采出至地面等过程。石油和天然气工业通常被分为三个主要领域：上游产业、中游产业（又称油气储运产业）和下游产业（又称石油化工产业）。现在油气田开发的重点已转向非常规油气田以及液化天然气的处理和运输。
上游产业经历过史上次数最多的兼并、收购和资产剥离。2012年，254亿美元、679笔交易缘于上游石油和天然气产业的并购活动，且有33％的并购因非常规油气田或页岩气田革命引起，这种现象在美国尤为突出，俄罗斯和加拿大位列其次。
可销售的上游产业资产在2013年第三季度总计达到了创纪录高的135亿美元，正在进行的并购活动依然保持高水平，在2012年12月达到85亿美元，但2013年前半年的新资产交易量仅有约48亿美元。值得注意的是，仅用不到四年时间，2013年第三季度的交易量就升高至2009年的46亿美元的三倍。

## 产业
- 综合的石油和天然气公司：

同时运营上游以及下游产业的公司。实例包括埃克森美孚公司、标准石油、荷兰皇家壳牌、中国石油集团公司和德士古公司。
- 独立石油和天然气公司：

只运营上游或下游产业的公司。实例包括阿纳达科石油公司、太阳石油公司、菲利普斯66公司、康菲公司和墨菲石油公司。
- 石油服务公司：

向油气田勘探与开发工业提供的产品和/或服务的公司，通常同时提供劳动力、设备和/或其他支援服务。实例包括贝克休斯公司、哈利伯顿公司和斯伦贝谢公司。
- 石油设备制造商：

专门从事向石油和天然气工司销售和分销设备的公司。 
- 安保公司：

主要是参与石油天然气工业安保的安保公司。
- 其他：

未包括在上述任何一个分类中，但与石油和天然气业务有关的其他公司。

## ISO中的上游产业
ISO 20815将其定义为石油工业中涉及勘探和开发的业务类别。例如：离岸石油/天然气生产设施、钻机、辅助船只。